# Sjunde himlen
Sjunde himlen är ett begrepp ursprungligen myntat av den grekiske filosofen Aristoteles. Tron att det skulle finnas sju himlar har emellertid varit ett inslag i mytologin långt innan Aristoteles tid, och förekommer bland annat som inslag i judendomen, och hinduism och senare även i islam.

## De sju himlarna
|   | hebreiska        | arabiska         | sanskrit            |
| - | ---------------- | ---------------- | ------------------- |
| 7 | Araboth (ערבות)  | Firdaus          | Satya-loka (सत्यलोक)  |
| 6 | Machon (מכון)    | ‘Adn             | Tapa-Loka (तपलोक)    |
| 5 | Ma'on (מעון)     | Na’iim           | Jana-Loka (जनलोक)    |
| 4 | Zebul (זבול)     | Na’wa            | Mahar-Loka (महर्लोक)  |
| 3 | Shehaqim (שחקים) | Darussalaam      | Svar-Loka (स्वर्लोक)   |
| 2 | Raki'a (רקיע)    | Daarul Muaqaamah | Bhuvar-Loka (भुवर्लोक) |
| 1 | Vilon (וילון)    | Al-Muqqamul Amin | Bhoor-Loka (भूर्लोक)   |

## Begreppet inom judendomen
I den sjunde himlen Araboth sägs Guds tron finnas, och den utgör dessutom boning för de tre grupperna himlaväsen serafer, hayyother och ofanim.

## Begreppet inom islam
Enligt några hadither sägs Muhammed under sin Miraj-resa ha blivit insläppt i den tredje himmelen av ärkeängeln Gabriel. Där mötte han enligt samma källa sedan bland andra dödens ängel Azrael och Josef, Jakobs son. I den islamska mytologin finns därtill en åttonde himmel, kallad Khuldi.